# Бердетт (Нью-Йорк)
Бердетт (англ. Burdett) — селище (англ. village) в США, в окрузі Скайлер штату Нью-Йорк. Населення — 331 особа (2020).

## Географія
Бердетт розташований за координатами 42°25′1″ пн. ш. 76°50′38″ зх. д. / 42.41694° пн. ш. 76.84389° зх. д. (42.416868, -76.843957).  За даними Бюро перепису населення США в 2010 році селище мало площу 2,49 км², уся площа — суходіл.

## Демографія
Згідно з переписом 2010 року, у селищі мешкало 340 осіб у 140 домогосподарствах у складі 84 родин. Густота населення становила 136 осіб/км².  Було 166 помешкань (67/км²).
Расовий склад населення:
| - 96,2 % — білих - 0,9 % — чорних або афроамериканців - 0,3 % — корінних американців - 0,3 % — азіатів |

До двох чи більше рас належало 2,1 %. Частка іспаномовних становила 0,9 % від усіх жителів.
За віковим діапазоном населення розподілялося таким чином: 22,4 % — особи молодші 18 років, 64,1 % — особи у віці 18—64 років, 13,5 % — особи у віці 65 років та старші. Медіана віку мешканця становила 41,0 року. На 100 осіб жіночої статі у селищі припадало 87,8 чоловіків;  на 100 жінок у віці від 18 років та старших — 84,6 чоловіків також старших 18 років.
Середній дохід на одне домашнє господарство  становив 52 951 долар США (медіана — 47 500), а середній дохід на одну сім'ю — 65 443 долари (медіана — 57 250). За межею бідності перебувало 13,1 % осіб, у тому числі 19,2 % дітей у віці до 18 років та 9,3 % осіб у віці 65 років та старших.
Цивільне працевлаштоване населення становило 195 осіб. Основні галузі зайнятості: освіта, охорона здоров'я та соціальна допомога — 24,6 %, виробництво — 16,9 %, мистецтво, розваги та відпочинок — 13,3 %.